# Olekszandr Mikolajovics Bondarenko
Olekszandr Mikolajovics Bondarenko (ukránul: Олександр Миколайович  Бондаренко; Zaporizzsja, 1966. június 29. –) ukrán válogatott labdarúgó. Első magyar NB I-es mérkőzése 1994. április 9. Soproni VSE - BVSC Budapest volt, ahol csapata 1–0-s vereséget szenvedett el a soproni együttestől.

## Mérkőzései az ukrán válogatottban
| #  | Dátum               | Ellenfél     | Eredmény | Kiírás              | Esemény |
| -- | ------------------- | ------------ | -------- | ------------------- | ------- |
| 1. | 1992. június 27.    | USA          | 0 – 0    | barátságos mérkőzés |         |
| 2. | 1992. augusztus 26. | Magyarország | 1 – 2    | barátságos mérkőzés | 60'     |

## Sikerei, díjai
- FK Csornomorec Odessza:
- Ukrán bajnoki bronzérmes: 1993
- Ukrán kupagyőztes: 1992
- BVSC Budapest:
- Magyar bajnoki ezüstérmes: 1996
- Magyar kupa ezüstérmes: 1996, 1997